# Ненад Миљеновић
Ненад Миљеновић (Београд, 8. април 1993) бивши је српски кошаркаш. Играо је на позицији плејмејкера.

## Каријера

### Клупска
Кошарку је почео да тренира са осам година у КК Врачар, а са 12 година је прешао у ФМП из Железника. Прошао је млађе категорије ФМП-а са којим је освојио јуниорску Евролигу. Генерација коју су предводили Дејан Мусли и Бранислав Ђекић била је боља од Лијетувос ритаса 2009. године, а лидер Литванаца је тада био Јонас Валанчијунас. Миљеновић је у финалној утакмици убацио 17 поена, уз осам скокова и 10 асистенција, а требало би напоменути да је био две године млађи од конкуренције. Током пролећа 2011. одиграо је и неколико утакмица за ФМП-ов први тим. Након што је 8. априла 2011. постао пунолетан, Миљеновић одбија да потпише професионални уговор са ФМП-ом. Недуго затим прелази у Партизан са којим потписује четворогодишњи уговор.
На почетку сезоне 2011/12, Миљеновић није успео да се избори за место у тиму Партизана код тренера Владе Јовановића. Деби у црно-белом дресу је имао тек 25. децембра 2011. на утакмици против Црвене звезде, али је већ сутрадан одлучено да оде на позајмицу до краја сезоне у Мега Визуру. У лето 2012. црно-беле је поново преузео Душко Вујошевић, али ни код њега Миљеновић није успео да се избори за место у тиму па је у септембру 2012. дошло до споразумног раскида уговора. Након одласка из Партизана, Миљеновић је потписао четворогодишњи уговор са Радничким из Крагујевца. Ни у Радничком није успео да се избори за већу улогу у тиму, па је након једне сезоне напустио клуб и прешао у Мега Визуру са којом је потписао једногодишњи уговор. Наредног лета је продужио уговор са Мегом на још једну сезону.
У августу 2015. потписао је трогодишњи уговор са Севиљом. Након једне сезоне, екипа Севиље је искористила опцију да раскине сарадњу са Миљеновићем који је бележио просечно пет поена у АЦБ лиги. У сезони 2016/17. наступао је за грчки ПАОК. Сезону 2017/18. је пропустио због повреде, да би у септембру 2018. потписао за ОКК Београд. У екипи ОКК Београда је бележио просечно 14 поена по утакмици у Кошаркашкој лиги Србије, да би 1. фебруара 2019. прешао у љубљанску Олимпију до краја сезоне. У октобру 2019. по трећи пут у каријери постаје играч Меге, али два месеца касније се вратио у ОКК Београд.
Сезону 2020/21. одиграо је за јапански Сан-ен Нео Финикс. Играо је затим за Динамо Букурешт, па поново за ОКК Београд да би последњи ангажман имао у београдском Динамику.

### Репрезентативна
Миљеновић је прошао све млађе категорије репрезентације Србије. Са репрезентацијом до 16 година је освојио бронзу на Европском првенству 2009, уз 17 поена просечно по мечу. Наредне 2010. године је са репрезентацијом до 17 година освојио пето место на Светском првенству, уз 15 поена просечно по мечу. Током лета 2011. са репрезентацијом до 18 година осваја сребрну медаљу на Европском првенству, уз 11 поена просечно по мечу. Са репрезентацијом до 20 година је играо два Европска првенства — 2012. и 2013. где није освојена медаља.

## Успеси

### Репрезентативни
- Европско првенство до 16 година:  2009.
- Европско првенство до 18 година:  2011.